# Battaglia dell'Hadramawt
La battaglia dell'Hadramawt fu un evento bellico - iscritto nella Guerra etiopico-persiana - che contrappose nel 570 800 cavalieri sasanidi sotto il comando dello Spahbod Vahrez alle forze axumite etiopi al comando del loro re Masruq, che morì in combattimento.
La vittoria arrise ai Sasanidi e aprì loro le porte dello Yemen, dei suoi preziosi prodotti (incenso) e delle sue ricche vie carovaniere.